# John Milne Donald

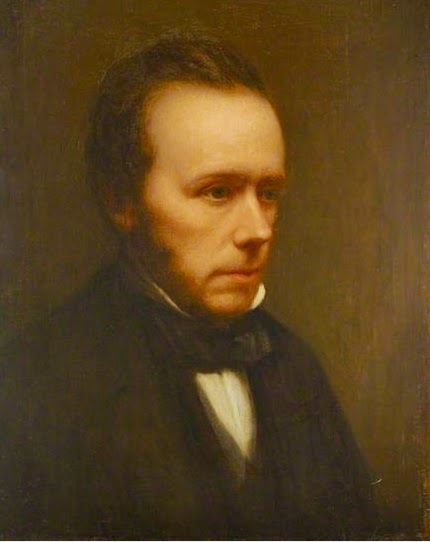
John Milne Donald porträtiert von James S. Stewart

John Milne Donald (* 1812 in Greenock, Schottland; † 1880 ebenda) war ein schottischer Landschaftsmaler.

## Leben
John Milne Donald wurde 1812 in Greenock geboren. Er arbeitete zunächst als Lehrer und widmete sich früh der Landschaftsmalerei. Donald war Autodidakt, verbrachte auch Zeit in Italien, wo er sich mit der klassischen Landschaftsmalerei auseinandersetzte. Nach seiner Rückkehr ließ er sich in seiner Heimatstadt Greenock nieder und stellte seine Werke regelmäßig in der Royal Scottish Academy in Edinburgh aus. Er war Mitglied des Glasgow Art Club und wurde für seine lebendigen Darstellungen schottischer Küsten- und Berglandschaften geschätzt.

## Werk

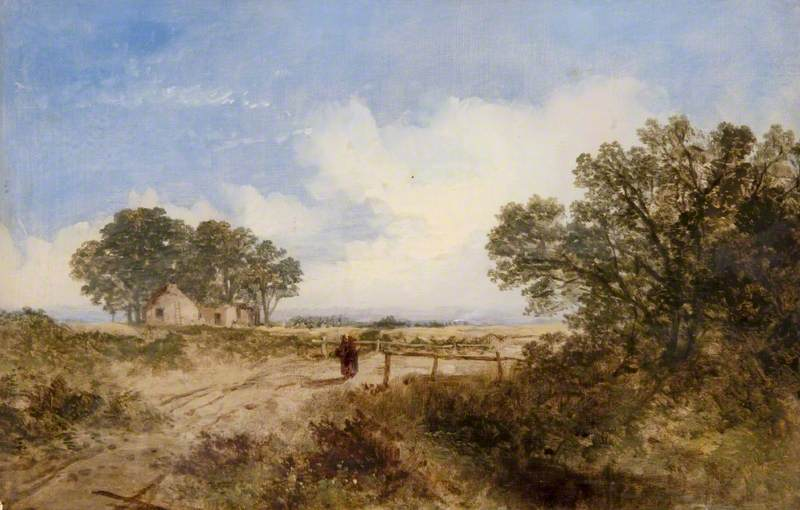
John Milne Donald: Landscape with Figures. Glasgow Museums Resource Centre

John Milne Donald malte romantische Landschaften mit dramatischen Wetterstimmungen und weiten Ausblicken. Sein Werk ist bekannt für die Darstellung von Licht und Atmosphäre. Das machte ihn zu einem der besten Landschaftsmaler Schottlands zu dieser Zeit. Seine Bilder waren schon zu Lebzeiten sehr beliebt.